# IC 3722
IC 3722 је двојна звијезда у сазвјежђу Дјевица која се налази на листи објеката дубоког неба у Индекс каталогу.
Деклинација објекта је + 11° 46' 44" а ректасцензија 12h 44m 50,9s.